# 戈尔丹·伊罗维奇
戈尔丹·伊罗维奇（羅馬化：Gordan Irović，1934年7月2日—1995年5月26日），克罗地亚男子足球运动员，场上位置是守门员。他曾代表南斯拉夫国家队参加1958年国际足联世界杯，结果队伍止步八强赛。